# Cantiecontrocantincantina
Cantiecontrocantincantina è il secondo album di inediti de I ratti della Sabina ed è stato registrato nella "cantina" di Roberto Billi.

## Tracce
1. Il funambolo
2. Clandestino
3. Preghiera di notte
4. Il giocoliere (a Gianni Rodari)
5. L'ultimo dei sogni
6. Sonatina
7. Signora "Patria"
8. L'incendio
9. Fra le braccia della luna
10. Una ragione per vivere
11. Linea 670
12. Nel giorno della liberazione
13. La tarantella del serpente
14. Anche nei giorni di temporale
15. La ciucca